# コズミックガール
コズミックガール
コズミックガール（ロングビーチ空港）
- 用途：ランチャーワンの打ち上げ母機[1]

- 製造者：ボーイング
- 運用者：  - ヴァージン・アトランティック航空 (2001 – 2015)
  - ヴァージン・ギャラクティック (2015 – 2017) [5]
  - ヴァージン・オービット (2017 – 2023)
  - ストラトローンチ・システムズ (2023 – 現在)
- 初飛行：2001年9月29日
- 運用状況：運用中

コズミックガール（英: Cosmic Girl）は、ヴァージン・オービット社が運用していたボーイング747-400型機。ヴァージン・アトランティック航空が運航していた元旅客機で、2015年にヴァージン・ギャラクティック社が購入して空中発射ロケットであるランチャーワンの母機として改造された。2017年の分社化によりヴァージン・オービット社に移管され、機体色はヴァージン・オービット塗装に変更された。2021年1月にはランチャーワンの初飛行に成功した。2023年のヴァージン・オービット社の経営破綻により競売にかけられ、ストラトローンチ・システムズ社に売却されている。

## 旅客機
コズミックガールは2001年にボーイング・エバレット工場で組み立てられた。初飛行は2001年9月29日であり 、2001年10月31日にヴァージン・アトランティック航空に引き渡され 、G-VWOWとして登録された。 
2005年11月3日、横風により左端の1番エンジンが地面に接触し、ロンドン・ヒースロー空港 の滑走路27Rに着陸した。
飛行機は2015年にヴァージン・ギャラクティックに移管され、米国でN744VGとして再登録された。
コズミックガールは現在、ロングビーチ空港を拠点としている。
1996年に楽曲「コズミック・ガール」を作詞作曲したジャミロクワイのボーカルジェイ・ケイが、2021年2月に旅客機のコズミックガールに搭乗した(偶然この機体に当たっただけで意図した搭乗ではない)。

## ランチャープラットフォーム

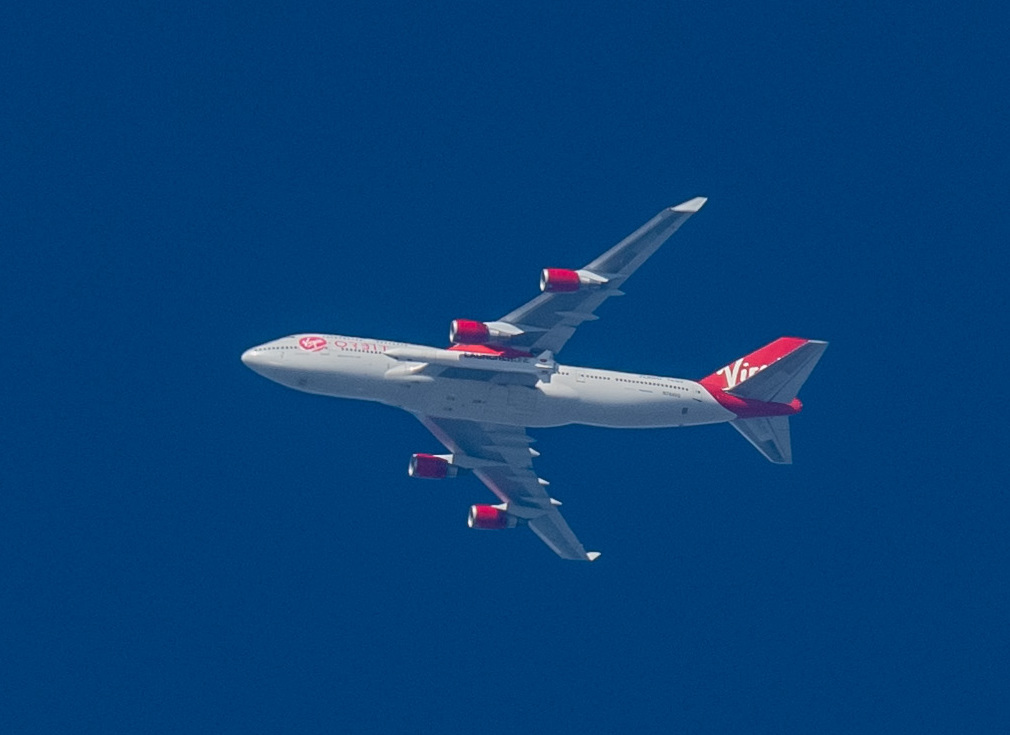
海洋に向かう途中のコズミックガールとランチャーワン

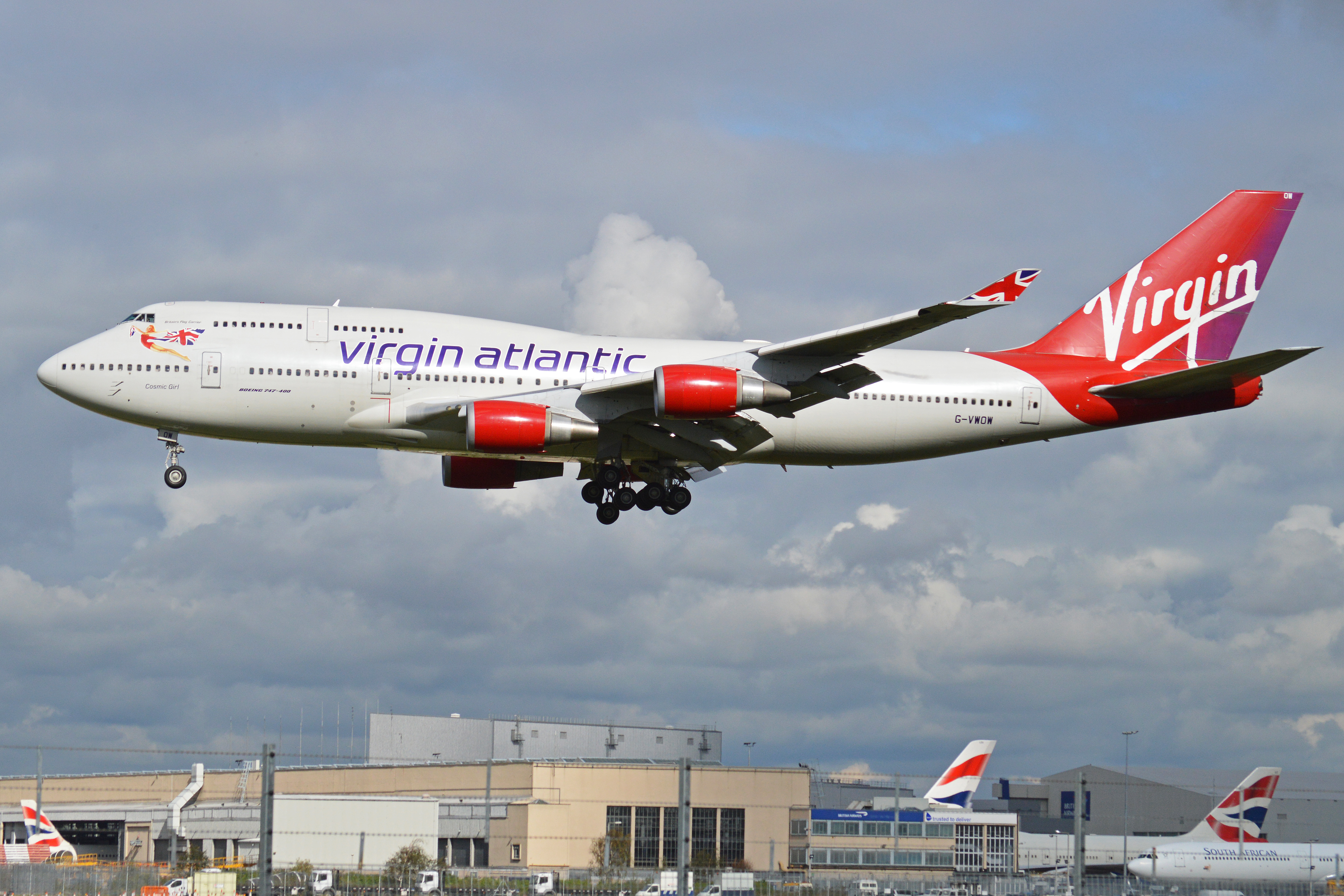
2013年10月5日にサンフランシスコからロンドンヒースローへのフライトVS020/Vで到着した。（G-VWOWのヴァージンアトランティック航空の塗装）

コズミックガールは、2015年10月まで航空会社で使用されていた。以前にヴァージン・アトランティック航空によってリースされていた航空会社は、ヴァージンギャラクティックのためにヴァージン・グループによって購入され、2015年11月にN744VGとして登録された。747はその収容能力のために選ばれました。 747の買収により、スペースシップツーとランチャーワンに別々の機体を使用できるようになった。2017年のヴァージン・オービットのスピンオフに伴い、コズミックガールも移籍した。
軌道への空中発射ロケットランチャーワンのロケットは元々小さい飛行機で動作するように想定されたWhiteKnightTwo（WK2）弾道に使用発射プラットフォーム、ティア第1b WK2とのシステムSpaceShipTwo（SS2）。ランチャーワンのサイズが搭載可能なコズミックガールの採用につながる。
WK2 outgrewロケットを発射小型の市場と取得市場シェアを包含するように拡大した。大型の航空機を使用する事で、ランチャーワンのペイロード容量を2倍の200キログラム (440 lb) 、747を選択する事で、400キログラム (880 lb)までサポートされる。747は以前、 スペースシャトル・エンタープライズを含む他の航空機の空中発射に使用されていた。宇宙発射プラットフォームとしての747のコズミックガールが最初となる。
ランチャーワンのアタッチメントパイロンは左翼にあり、通常の747では、5番目のエンジンアタッチメントポイントは胴体と左側の船内エンジンの間にあります。ランチャーワンは35,000フィート (11,000 m)の高さでコズミックガールから切り離されます。コズミックガールでのランチャーワンの最大ペイロード制限は400キログラム (880 lb) 。
2020年5月25日、ヴァージンオービットによって開発製造された民間資金による空中発射ロケットが最初に飛行を行った。ランチャーワンは、太平洋上空で「コズミックガール」から発射されたが、宇宙に到達する事ができなかった。2021年1月17日の2回目の打ち上げでは、10個のCubeSatが正常に低軌道（LEO）に配置された。